# سازمان امنیت ملی مصر
 سازمان امنیت ملی  (به عربی: قطاع الأمن الوطنی المصری) نام سرویس امنیت داخلی مصر است که مرکز آن در شهر قاهره قرار دارد. سازمان امنیت ملی، جانشین سرویس تحقیقات امنیت کشور است که در طول ۳۰ سال زمام‌داری حسنی مبارک فعالیت می‌کرد.

## تاریخچه
سرویس تحقیقات امنیت کشور، تا پیش از انحلال یادآور شدیدترین موارد شکنجه دولتی و نقض حقوق بشر توسط دولت مصر بود. آن سازمان تا پیش از انحلال، بیش از «صد هزار» کارمند داشت.